# Сан Паоло Черво
Сан Паоло Черво (итал. San Paolo Cervo) је насеље у Италији у округу Бијела, региону Пијемонт.
Према процени из 2011. у насељу је живело 27 становника. Насеље се налази на надморској висини од 751 м.

## Становништво
Према резултатима пописа становништва 2011. у општини је живело 142 становника.
| 1931. | 1936. | 1951. | 1961. | 1971. | 1981. | 1991. | 2001. | 2011. |
| ----- | ----- | ----- | ----- | ----- | ----- | ----- | ----- | ----- |
| 728   | 500   | 456   | 393   | 237   | 175   | 183   | 146   | 142   |